# Martha Walter
Martha Walter (* 17. März 1875 in Philadelphia; † 18. Januar 1976 in Glenside, Pennsylvania) war eine US-amerikanische Malerin.

## Leben
Martha Walter studierte Malerei unter William Merritt Chase an der Pennsylvania Academy of the Fine Arts, wo sie 1902 mit dem Toppan Prize ausgezeichnet wurde und 1903 das zweijährige Cresson-Reisestipendium erhielt. Damit reiste sie nach Paris, wo sie sich erst an der Académie de la Grande Chaumière und dann an der Académie Julian einschrieb. Dort nahm sie Unterricht bei Lucien Simon, René-Xavier Prinet und René Ménard. Letztlich fand sie aber gerade an der Académie de la Grande Chaumière den Unterricht zu klassisch und konnte generell dem Prinzip der Kunstakademie wenig abgewinnen. Daher gründete sie schließlich mit einigen anderen US-Künstlerinnen ein eigenes Studio im 6. Arrondissement. Auf diesem Weg kam sie in Kontakt mit dem Impressionismus und erlernte die Pleinairmalerei.  Neben Paris und Frankreich bereiste sie in diesen Jahren auch Italien, Spanien und die Niederlande. Nach ihrer Rückkehr in die USA etablierte sie eine Tradition jährlicher Europareisen. Bald etablierte sie sich als anerkannte Künstlerin: 1904 stellte sie auf dem Salon de Paris aus. 1909 wurde sie von der Pennsylvania Academy of the Fine Arts mit dem Mary Smith Prize für das beste vorgelegte Kunstwerk einer Frau geehrt.

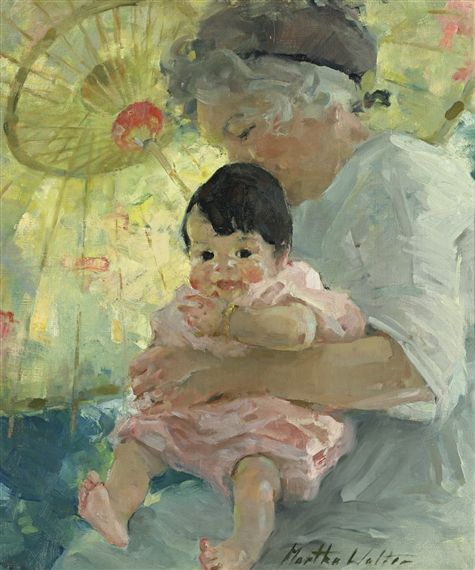
Martha Walter: Motherhood (1914)

Mit Ausbruch des Ersten Weltkriegs ließ sich Walter wieder dauerhaft in den Vereinigten Staaten nieder, wo sie Ateliers in New York City und Boston unterhielt. Nach Kriegsende nahm sie jedoch ihre Tradition jährlicher Europareisen wieder auf. 1923 wurde sie als Gastdozentin an die Pariser Niederlassung der New York School of Fine and Applied Art eingeladen. Auch in der Bretagne wirkte sie als Kunstlehrerin. Nach einer Ausstellung ihrer Werke in der Galerie von Georges Petit 1923 erwarb der französische Staat eines ihrer Gemälde für das Musée du Luxembourg. In den 1930er Jahren unternahm sie Reisen durch Nordafrika, auf denen sie Inspiration für neue Gemälde fand. Größere Ausstellungen ihrer Werke in den USA fanden in den 1930er Jahren in den New Yorker Milch Galleries, 1941 im Arts Club of Chicago und 1955 im Woodmere Art Museum in Philadelphia statt. Über 50 Jahre lang stellte sie zudem regelmäßig in der Pennsylvania Academy of the Fine Arts aus, wo sie 1923 mit einer Goldmedaille geehrt wurde. Diverse Kunstmuseen in den USA sind in Besitz einiger ihrer Werke. Walter starb 1976 im Alter von 100 Jahren. Ein Jahr später wurde sie mit einer Retrospektive in der David David Art Gallery in Philadelphia gewürdigt.
Walters Werk besteht hauptsächlich aus Aquarellen oder Ölgemälden der Genre- und Landschaftsmalerei. Viele dieser Gemälde sind Strandszenen, die sie in Atlantic City, Coney Island und Gloucester, wo sie ab 1915 ein Studio in der Rocky Neck Art Colony unterhielt, anfertigte. Neben dem Strand holte sie sich auch Inspiration in öffentlichen Parks und im Stadtleben. Auch viele ihrer in Nordafrika entstandenen Gemälden sind demselben Grundtypus zuzuordnen und zeigen Straßen- oder Basarszenen. Zusätzlich erschuf Walter auch Porträtgemälde. Nicht zuletzt produzierte sie eine Reihe von Gemälden von Immigranten auf Ellis Island. Viele ihrer Gemälde bilden Kinder ab. Stilistisch wird Walter dem Impressionismus zugeordnet; ihre Bilder zeichnen sich durch helle Farben und viel Licht aus. Charakteristisch für ihre Technik ist laut dem Woodmere Art Museum eine „mutige, gewagte Strichführung“.